# مسافت‌یابی صوتی

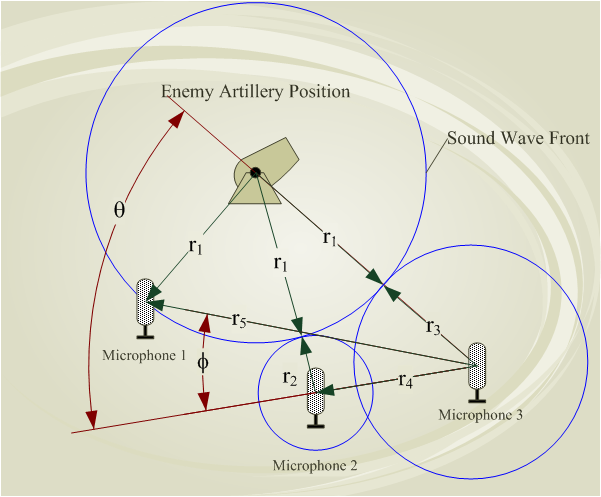
نمونه‌ای از یک عملیات مسافت‌یابی صوتی

مسافت‌یابی صوتی (به انگلیسی: Sound ranging) که بیشتر در میدان جنگ مورد استفاده قرار می‌گیرد به روشی در جهت پیدا کردن مختصات منبع صدا٬ مانند گزارش تیراندازی توپ‌خانه دشمن٬ توسط محاسباتی بر مبنای فواصل بین دریافت صدا در ایستگاه‌های شنود(میکروفون) مختلف گفته می‌شود.